# Кузін Ігор Володимирович
Ігор Володимирович Кузін (нар. 26 січня 1985, Донецьк, УРСР) — український лікар-епідеміолог, спеціаліст в галузі громадського здоров'я. Головний державний санітарний лікар України (від 2 червня 2021).

## Життєпис
Ігор Кузін народився 26 січня 1985 року у місті Донецьку.
Закінчив Донецький національний медичний університет ім. М. Горького (2007), Медичний університет «Проф. д-р Параскев Стоянов» (Варна, Болгарія; магістр (2016), Одеський регіональний інститут державного управління Національної академії державного управління при Президентові України (2020, магістр). Працював керівником відділу комунальної гігієни Нахімовської районної санітарно-епідеміологічної станції (м. Севастополь, 2007—2009), лікарем з комунальної гігієни Севастопольської міської санітарно-епідеміологічної станції (2009—2010), керівником організаційного відділу Севастопольської міської санітарно-епідеміологічної станції (2010—2012), науковим співробітником лабораторії епідеміології парентеральних вірусних гепатитів та ВІЛ-інфекції ДУ «Інститут епідеміології та інфекційних хвороб імені Л. В. Громашевського НАМН України» (2012), завідувачем Центру моніторингу та оцінки виконання програмних заходів з протидії ВІЛ-інфекції/СНІДу ДУ «Український центр контролю за соціально небезпечними хворобами МОЗ України» (2012—2017), заступником генерального директора з координації програмних заходів та стратегічного розвитку (2017), заступником генерального директора (2018), в.о. директора (2019—2021), заступником генерального директора (від 2021) ДУ «Центр громадського здоров'я МОЗ України»
Від 2014 — резидент сьомої когорти Південно-Кавказької програми з прикладної епідеміології та лабораторії (SC-FELTP, Грузія); аспірант лабораторії епідеміології парентеральних вірусних гепатитів та ВІЛ-інфекції ДУ «Інститут епідеміології та інфекційних хвороб ім. Л. В. Громашевського НАМН України».
Заступник голови Європейської мережі Міжнародної асоціації національних інститутів громадського здоров'я (IANPHI, від 2021).